# Coppa Svizzera 2016-2017 (calcio femminile)
La Coppa Svizzera 2016-2017 è stata la 41ª edizione della manifestazione calcistica organizzata dall'Associazione Svizzera di Football (Association Suisse de Football, Schweizerischer Fussballverband - ASF/SFV), la federazione calcistica della Svizzera, riservata a squadre di calcio femminile.
Iniziata il 27 agosto 2016, si è conclusa il 27 maggio 2017 con la vittoria del Neunkirch che, battendo in finale lo Zurigo dopo i tiri di rigore, ha conquistato la coppa per la prima volta nella sua storia sportiva.

## Primo turno
Giocate sabato 27 agosto 2016.
| Squadra 1       | Risultato | Squadra 2            |
| --------------- | --------- | -------------------- |
| Ascona          | 0 - 15    | Lucerna              |
| Balerna         | 1 - 10    | Lugano 1976          |
| Baar            | 4 - 5     | Thun Berner-Oberland |
| Stade Nyonnais  | 1 - 6     | Femina Kickers Worb  |
| Sion            | 2 - 10    | Aïre-le-Lignon       |
| Ostermundigen   | 0 - 5     | Altstetten           |
| Schwyz          | 3 - 2     | Gambarogno           |
| Châtel-St-Denis | 0 - 6     | Walperswil           |
| Courgevaux      | 3 - 1     | Vuisternens/Mézières |
| Baden           | 0 - 1     | Kloten               |

Giocate domenica 28 agosto 2016.
| Squadra 1           | Risultato   | Squadra 2        |
| ------------------- | ----------- | ---------------- |
| Gränichen           | 0 - 6       | Lucerna          |
| Weinfelden-Bürglen  | 0 - 12      | Staad            |
| Widnau              | 0 - 14      | Grasshoppers     |
| Embrach             | 0 - 6       | Bühler           |
| Gossau              | 0 - 1       | Rapperswil-Jona  |
| Wittenbach          | 0 - 15      | Neunkirch        |
| Oerlikon/Polizei    | 3 - 4       | Schlieren        |
| Lancy               | 1 - 6       | Sissach          |
| Brig-Glis           | 0 - 1       | Chênois          |
| Attiswil            | 0 - 10      | Therwil          |
| Concordia Basilea   | 0 - 2       | Yverdon          |
| Phönix Seen         | 2 - 7       | Amriswil         |
| Zurigo Sud-est      | 2 - 4       | San Gallo        |
| Neckertal-Bütschwil | 9 - 8 (dtr) | Eschenbach       |
| Breitenbach         | 1 - 6       | Küssnacht a/Rigi |
| Frutigen            | 2 - 3       | Niederbipp       |
| Stans-Engelberg     | 0 - 6       | Aarau            |
| Erlinsbach          | 0 - 5       | Derendingen      |

Giocata martedì 30 agosto 2016.
| Squadra 1      | Risultato | Squadra 2  |
| -------------- | --------- | ---------- |
| Kerzers/Laupen | 0 - 16    | Young Boys |

Giocata mercoledì 31 agosto 2016.
| Squadra 1 | Risultato | Squadra 2  |
| --------- | --------- | ---------- |
| Renens    | 8 - 0     | Cortaillod |

## Secondo turno
Giocata mercoledì 21 settembre 2016.
| Squadra 1  | Risultato | Squadra 2           |
| ---------- | --------- | ------------------- |
| Niederbipp | 1 - 5     | Femina Kickers Worb |

Giocate sabato 24 settembre 2016.
| Squadra 1        | Risultato   | Squadra 2    |
| ---------------- | ----------- | ------------ |
| Amriswil         | 1 - 4       | Basilea      |
| Altstetten       | 1 - 3       | Aarau        |
| San Gallo        | 0 - 1       | Derendingen  |
| Rapperswil-Jona  | 4 - 5 (dts) | Kloten       |
| Bühler           | 1 - 2       | Lugano 1976  |
| Renens           | 2 - 6       | Grasshoppers |
| Walperswil       | 2 - 1       | Chênois      |
| Courgevaux       | 3 - 1       | Sissach      |
| Küssnacht a/Rigi | 0 - 7       | Lucerna      |

Giocate domenica 25 settembre 2016.
| Squadra 1            | Risultato | Squadra 2  |
| -------------------- | --------- | ---------- |
| Schwyz               | 2 - 4     | Therwil    |
| Thun Berner-Oberland | 2 - 8     | Young Boys |
| Lucerna              | 0 - 5     | Zurigo     |
| Neckertal-Bütschwil  | 0 - 3     | Yverdon    |
| Aïre-le-Lignon       | 3 - 1     | Staad      |
| Schlieren            | 1 - 5     | Neunkirch  |

## Ottavi di finale
Giocate sabato 5 novembre 2016.
| Squadra 1   | Risultato | Squadra 2    |
| ----------- | --------- | ------------ |
| Lugano 1976 | 4 - 2     | Grasshoppers |
| Lucerna     | 1 - 2     | Young Boys   |
| Basilea     | 3 - 1     | Derendingen  |

Giocate domenica 6 novembre 2016.
| Squadra 1           | Risultato   | Squadra 2 |
| ------------------- | ----------- | --------- |
| Femina Kickers Worb | 3 - 4 (dts) | Aarau     |
| Kloten              | 1 - 5       | Yverdon   |
| Walperswil          | 1 - 8       | Zurigo    |
| Aïre-le-Lignon      | 0 - 13      | Neunkirch |

Giocata domenica 20 novembre 2016.
| Squadra 1  | Risultato | Squadra 2 |
| ---------- | --------- | --------- |
| Courgevaux | 0 - 6     | Therwil   |

## Quarti di finale
Giocate sabato 18 marzo 2017.
| Squadra 1 | Risultato | Squadra 2  |
| --------- | --------- | ---------- |
| Zurigo    | 1 - 0     | Basilea    |
| Therwil   | 0 - 5     | Young Boys |

Giocate domenica 19 marzo 2017.
| Squadra 1 | Risultato | Squadra 2   |
| --------- | --------- | ----------- |
| Neunkirch | 5 - 1     | Lugano 1976 |
| Aarau     | 0 - 2     | Yverdon     |

## Semifinali
Giocate lunedì 17 aprile 2017.
| Squadra 1  | Risultato | Squadra 2 |
| ---------- | --------- | --------- |
| Zurigo     | 3 - 0     | Yverdon   |
| Young Boys | 1 - 2     | Neunkirch |

## Finale
| Bienne 27 maggio 2017, ore 17:30 CEST | Zurigo               | 1 – 1 (d.t.s.) referto                                   | Neunkirch | Tissot Arena (543 spett.) |
| \| \| \| \| \| Mauron 61’ \| Marcatori \| 45’ Bergamaschi \| \| Stierli Willi Humm Mauron Fischer Gut Ramseier \| Tiri di rigore 6 – 7 \| Lagonia Haršányová Mendes Balog Bell Bergamaschi Hmírová \| |                      |                                                          |           |                           |
| |                      |                                                          |           |                           |
| Mauron 61’ | Marcatori            | 45’ Bergamaschi                                          |           |                           |
| Stierli Willi Humm Mauron Fischer Gut Ramseier | Tiri di rigore 6 – 7 | Lagonia Haršányová Mendes Balog Bell Bergamaschi Hmírová |           |                           |